# Marie Bádenská
Marie Bádenská (Marie Elisabeth Wilhelmine; 7. září 1782, Karlsruhe – 20. dubna 1808, Bruchsal) byla sňatkem s vévodou Fridrichem Vilémem brunšvicko-wollfenbüttelskou vévodkyní. Narodila se jako dcera bádenského dědičného prince Karla Ludvíka a jeho manželky Amálie Hesensko-Darmstadtské.

## Život
Marie se narodila v Karlsruhe. V době války proti Francii pobývala v Prenzlau. V roce 1806 její tchán uprchl od napoleonských vojsk do Altony, kde zemřel na zranění, která utrpěl ve válce proti Francii. Marie a její tchyně Augusta Frederika Hannoverská přišly za ním k jeho nemocničnímu lůžku, ale když francouzská armáda zamířila k Hamburku, britský velvyslanec jim poradil, aby uprchly; krátce po jejich odchodu vévoda Karel Vilém Ferdinand zemřel. Obě ženy byly pozvány Mariiným švagrem Gustavem IV. Adolfem do Švédska. Augusta raději zůstala u své neteře Luisy Augusty Dánské v Augustenburgu, ale Marie nabídku přijala a spolu se svými dětmi se připojila ke švédskému králi a královně v Malmö. Její manžel obdržel od císaře povolení zůstat v Altoně.
Její bratr, dědičný bádenský princ, se oženil se Stéphanie de Beauharnais, a jako spojenec Napoleona se v Berlíně k císaři připojil. Napoleon se odmítal setkat s Mariiným manželem, ale řekl, že by rád viděl ji, a tak jí Mariin bratr napsal a požádal, aby přijela za Napoleonem do Berlína a jako vyslankyně Brunšviku promluvila jménem svého manžela. Marie návrh přijala a sama cestovala do Berlína, ve Stralsundu však byla zastavena svým manželem, protože se věřilo, že měl Napoleon v úmyslu provdat ji za svého bratra Jérôma Bonaparta. Její manžel ji údajně skutečně miloval a dvakrát ji tajně navštívil ve Švédsku.
Během pobytu ve Švédsku žila Marie s královskou rodinou v Malmö. Marie prý byla zvyklá na neformální jednání se svými dvorními dámami a cítila se omezovaná v domácnosti svého přísného a temperamentního švagra krále, s nímž těžko vycházela. V květnu 1807 její sestra královna Frederika opustila Malmö a vrátila se do Stockholmu na porod dítěte. Královna požádala Marii, aby ji doprovázela, ale král vyžadoval Mariin návrat do Německa, což se také stalo.

## Rodina
Marie Bádenská se 1. listopadu 1802 v Karlsruhe provdala za Fridricha Viléma Brunšvicko-Wolfenbüttelského. Marie zemřela čtyři dny po porodu mrtvé dcery na horečku omladnic v Bruchsalu. Dohromady manželovi porodila tři dětiː
- Karel II. Brunšvický (30. října 1804 – 18. srpna 1873), od roku 1815 do roku 1830 vévoda brunšvický, svobodný a bezdětný
- Vilém Brunšvický (25. dubna 1806 – 18. října 1884), vévoda brunšvický od roku 1830 až do své smrti, zemřel svobodný, ale měl nelegitimní potomky
- dcera (*/† 16. dubna 1808)

## Vývod z předků
|                |                                      |  |                                     |                                            |  |  |  |  |  |  |  | Karel Vilém Bádensko-Durlašský |
|                |                                      |  |                                     |                                            |  |  |  |  |  |  |  |                                |
|                | Fridrich Bádensko-Durlašský          |  |                                     |                                            |  |  |  |  |  |  |  |                                |
|                |                                      |  |                                     |                                            |  |  |  |  |  |  |  |                                |
|                |                                      |  |                                     | Magdalena Vilemína Württemberská           |  |  |  |  |  |  |  |                                |
|                |                                      |  |                                     |                                            |  |  |  |  |  |  |  |                                |
|                | Karel Fridrich Bádenský              |  |                                     |                                            |  |  |  |  |  |  |  |                                |
|                |                                      |  |                                     |                                            |  |  |  |  |  |  |  |                                |
|                |                                      |  |                                     | Jan Vilém Friso                            |  |  |  |  |  |  |  |                                |
|                |                                      |  |                                     |                                            |  |  |  |  |  |  |  |                                |
|                | Amálie Nasavsko-Dietzská             |  |                                     |                                            |  |  |  |  |  |  |  |                                |
|                |                                      |  |                                     |                                            |  |  |  |  |  |  |  |                                |
|                |                                      |  |                                     | Marie Luisa Hesensko-Kasselská             |  |  |  |  |  |  |  |                                |
|                |                                      |  |                                     |                                            |  |  |  |  |  |  |  |                                |
|                | Karel Ludvík Bádenský                |  |                                     |                                            |  |  |  |  |  |  |  |                                |
|                |                                      |  |                                     |                                            |  |  |  |  |  |  |  |                                |
|                |                                      |  |                                     | Arnošt Ludvík Hesensko-Darmstadtský        |  |  |  |  |  |  |  |                                |
|                |                                      |  |                                     |                                            |  |  |  |  |  |  |  |                                |
|                | Ludvík VIII. Hesensko-Darmstadtský   |  |                                     |                                            |  |  |  |  |  |  |  |                                |
|                |                                      |  |                                     |                                            |  |  |  |  |  |  |  |                                |
|                |                                      |  |                                     | Dorotea Šarlota Braniborsko-Ansbašská      |  |  |  |  |  |  |  |                                |
|                |                                      |  |                                     |                                            |  |  |  |  |  |  |  |                                |
|                | Karolína Luisa Hesensko-Darmstadtská |  |                                     |                                            |  |  |  |  |  |  |  |                                |
|                |                                      |  |                                     |                                            |  |  |  |  |  |  |  |                                |
|                |                                      |  |                                     | Johan Reinhard III. Hanavsko-Lichtenberský |  |  |  |  |  |  |  |                                |
|                |                                      |  |                                     |                                            |  |  |  |  |  |  |  |                                |
|                | Šarlota z Hanau-Lichtenbergu         |  |                                     |                                            |  |  |  |  |  |  |  |                                |
|                |                                      |  |                                     |                                            |  |  |  |  |  |  |  |                                |
|                |                                      |  |                                     | Dorotea Frederika Braniborsko-Ansbašská    |  |  |  |  |  |  |  |                                |
|                |                                      |  |                                     |                                            |  |  |  |  |  |  |  |                                |
| Marie Bádenská |                                      |  |                                     |                                            |  |  |  |  |  |  |  |                                |
|                |                                      |  |                                     |                                            |  |  |  |  |  |  |  |                                |
|                |                                      |  | Arnošt Ludvík Hesensko-Darmstadtský |                                            |  |  |  |  |  |  |  |                                |
|                |                                      |  |                                     |                                            |  |  |  |  |  |  |  |                                |
|                | Ludvík VIII. Hesensko-Darmstadtský   |  |                                     |                                            |  |  |  |  |  |  |  |                                |
|                |                                      |  |                                     |                                            |  |  |  |  |  |  |  |                                |
|                |                                      |  |                                     | Dorotea Šarlota Braniborsko-Ansbašská      |  |  |  |  |  |  |  |                                |
|                |                                      |  |                                     |                                            |  |  |  |  |  |  |  |                                |
|                | Ludvík IX. Hesensko-Darmstadtský     |  |                                     |                                            |  |  |  |  |  |  |  |                                |
|                |                                      |  |                                     |                                            |  |  |  |  |  |  |  |                                |
|                |                                      |  |                                     | Johan Reinhard III. Hanavsko-Lichtenberský |  |  |  |  |  |  |  |                                |
|                |                                      |  |                                     |                                            |  |  |  |  |  |  |  |                                |
|                | Šarlota z Hanau-Lichtenbergu         |  |                                     |                                            |  |  |  |  |  |  |  |                                |
|                |                                      |  |                                     |                                            |  |  |  |  |  |  |  |                                |
|                |                                      |  |                                     | Dorotea Frederika Braniborsko-Ansbašská    |  |  |  |  |  |  |  |                                |
|                |                                      |  |                                     |                                            |  |  |  |  |  |  |  |                                |
|                | Amálie Hesensko-Darmstadtská         |  |                                     |                                            |  |  |  |  |  |  |  |                                |
|                |                                      |  |                                     |                                            |  |  |  |  |  |  |  |                                |
|                |                                      |  |                                     | Kristián II. Falcko-Zweibrückenský         |  |  |  |  |  |  |  |                                |
|                |                                      |  |                                     |                                            |  |  |  |  |  |  |  |                                |
|                | Kristián III. Falcko-Zweibrückenský  |  |                                     |                                            |  |  |  |  |  |  |  |                                |
|                |                                      |  |                                     |                                            |  |  |  |  |  |  |  |                                |
|                |                                      |  |                                     | Kateřina Agáta Rappoltsteinská             |  |  |  |  |  |  |  |                                |
|                |                                      |  |                                     |                                            |  |  |  |  |  |  |  |                                |
|                | Karolína Falcko-Zweibrückenská       |  |                                     |                                            |  |  |  |  |  |  |  |                                |
|                |                                      |  |                                     |                                            |  |  |  |  |  |  |  |                                |
|                |                                      |  |                                     | Ludvík Crato Nasavsko-Saarbrückenský       |  |  |  |  |  |  |  |                                |
|                |                                      |  |                                     |                                            |  |  |  |  |  |  |  |                                |
|                | Karolína Nasavsko-Saarbrückenská     |  |                                     |                                            |  |  |  |  |  |  |  |                                |
|                |                                      |  |                                     |                                            |  |  |  |  |  |  |  |                                |
|                |                                      |  |                                     | Filipina Henrieta z Hohenlohe              |  |  |  |  |  |  |  |                                |
|                |                                      |  |                                     |                                            |  |  |  |  |  |  |  |                                |